# Ca l'Agustí (Barcelona)
Ca l'Agustí és una masia situada al carrer de Pere IV, 433-435 de Barcelona, inclosa a l'Inventari del Patrimoni Arquitectònic de Catalunya.

## Història
Agustí Crusellas, natural de Sant Vicenç de Castellet, feu de pagès a diverses masies del Poblenou fins que s'establí a Ca la Masona, a la cruïlla dels carrers de Pere IV i d'Espronceda. Després va comprar unes terres de conreu a prop i el 1945 va fer construir aquest edifici, on morí el 1947. Els seus descendents van continuar el negoci de conreu de planters, venda de plantes ornamentals, insecticides i adobs, si bé els terrenys de producció agrícola més importants els tenen al Maresme.

## Descripció
Edifici de planta rectangular, planta baixa i dos pisos, d'efecte molt confortable. Les obertures són una sèrie de finestrals d'arc de mig punt seguits al segon pis i balcó corregut al primer pis, amb barana de ferro.